# Зімниці-Великі
Зімниці-Великі (пол. Zimnice Wielkie) — село в Польщі, у гміні Прушкув Опольського повіту Опольського воєводства.
Населення — 688 осіб (2011).

## Демографія
Демографічна структура станом на 31 березня 2011 року:
|          | Загалом | Допрацездатний вік | Працездатний вік | Постпрацездатний вік |
| -------- | ------- | ------------------ | ---------------- | -------------------- |
| Чоловіки | 327     | 54                 | 233              | 40                   |
| Жінки    | 361     | 72                 | 215              | 74                   |
| Разом    | 688     | 126                | 448              | 114                  |